# NGC 3521
NGC 3521 és una galàxia espiral floculenta de baixa lluentor superficial situada a la regió sud-est de la constel·lació del Lleó, a una distància de 35 milions d'anys llum de la Via Làctia i fàcilment visible amb telescopis d'afeccionat, encara que sol ser ignorada en favor de les seues famoses veïnes M65, M66, i NGC 3628.
Es tracta d'un excel·lent exemple de galàxia espiral floculenta, com ho són també les galàxies M63 i NGC 2841: una galàxia espiral en la qual l'estructura espiral està formada per multitud de segments de braços espirals en comptes de braços espirals continus
NGC 3521 té al seu centre el que sembla ser un cúmul d'estels de tipus espectral A, la qual cosa suggereix que ha experimentat un gran esclat estel·lar en els últims mil milions d'anys.
L'halo galàctic d'NGC 3521 mostra diverses estructures interpretades com restes d'una o diverses galàxies menors que han estat absorbides per ella.